# Carnegie Mellon University

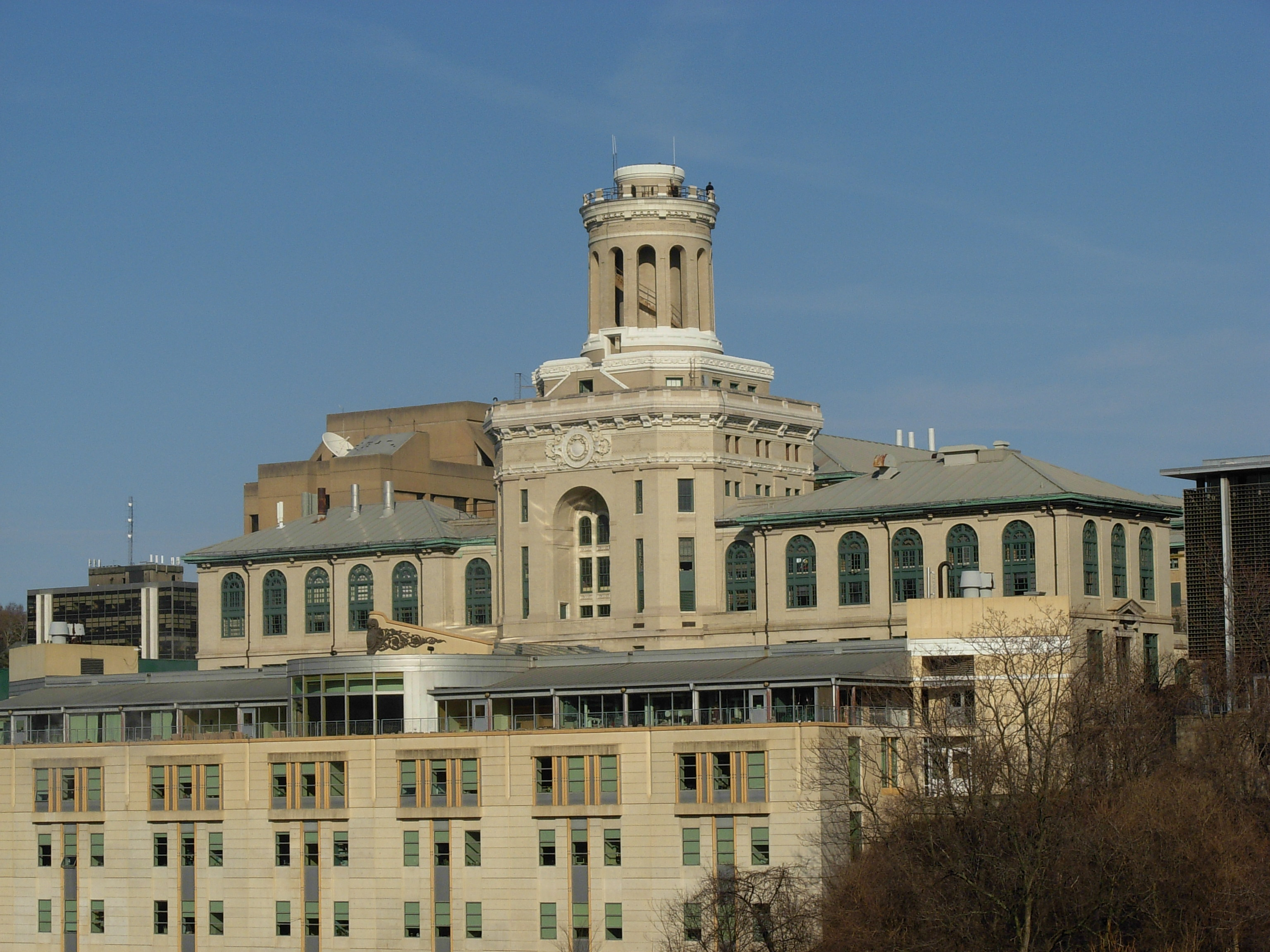
Hamerschlag Hall

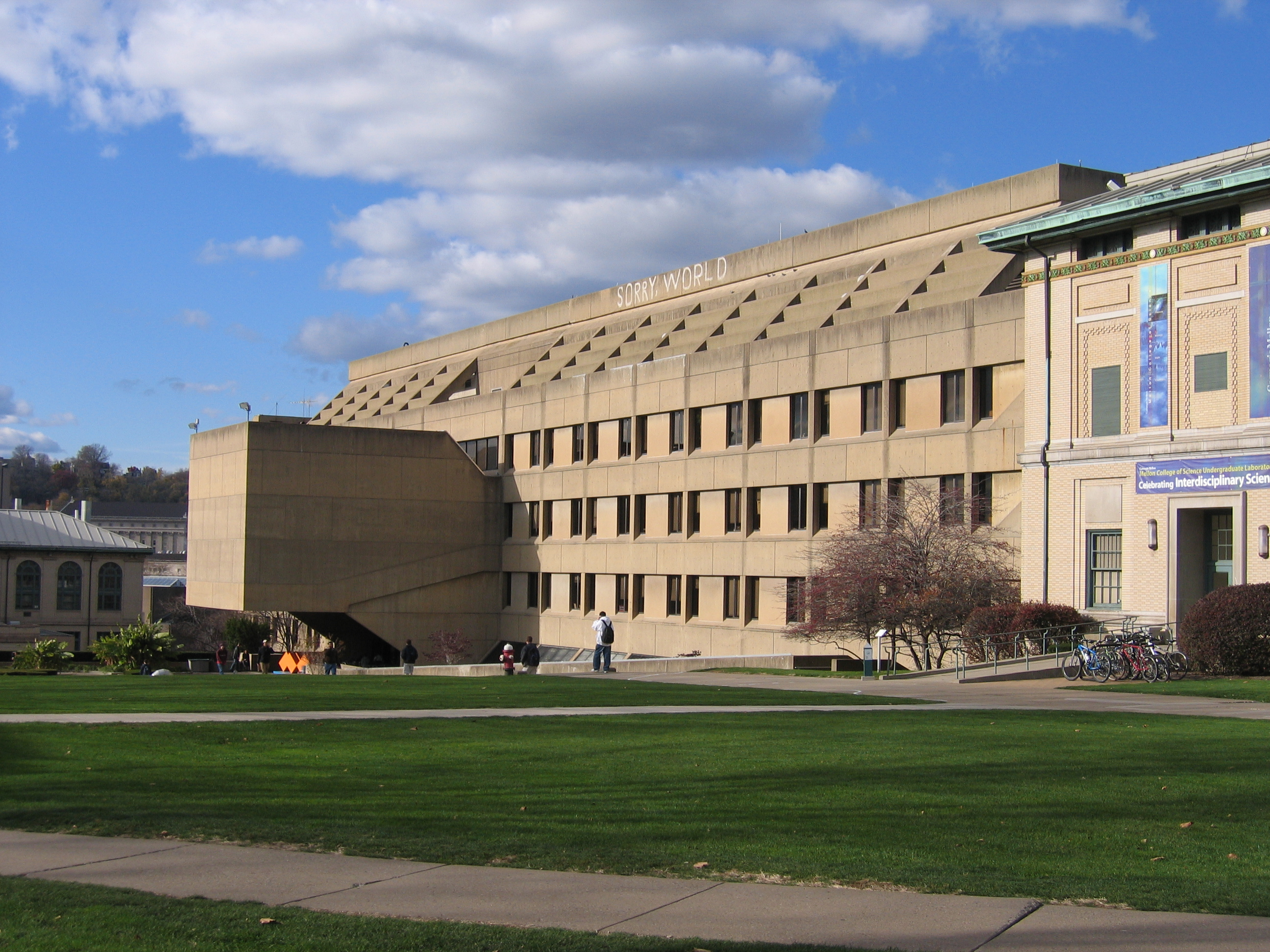
Wean Hall

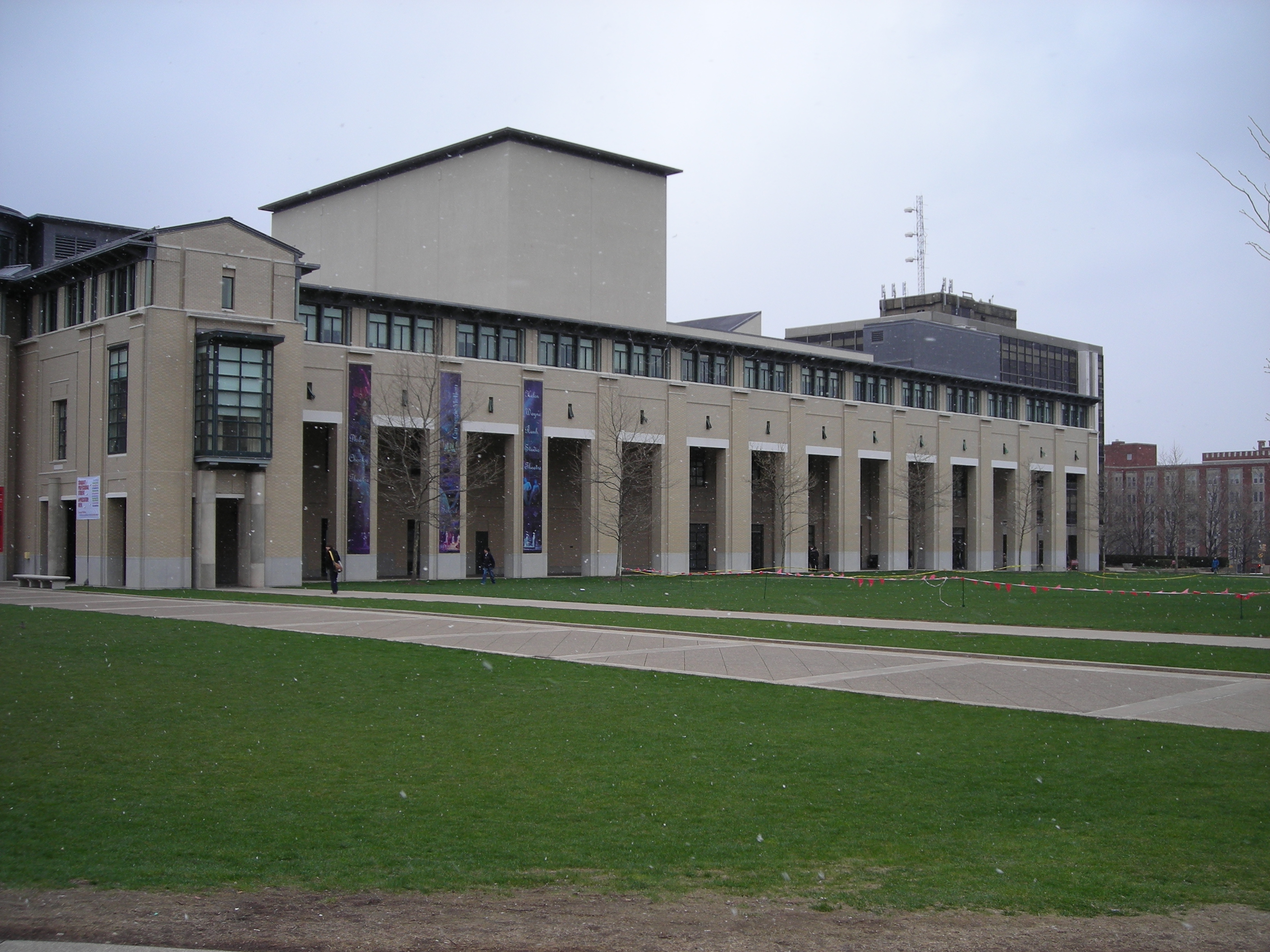
University Center

Die Carnegie Mellon University (CMU) ist eine private Forschungsuniversität in Pittsburgh, Pennsylvania, USA.
Sie entstand 1967 durch die Vereinigung des Carnegie Institute of Technology (gegründet im Jahre 1900 von Andrew Carnegie) und dem Mellon Institute of Industrial Research (gegründet 1913 von den Brüdern Andrew William und Richard Beatty Mellon).
Sie hatte 2021 insgesamt 14.189 Studenten und 1.472 wissenschaftliche Angestellte.
Die CMU ist Mitglied der Association of American Universities, einem seit 1900 bestehenden Verbund führender forschungsintensiver nordamerikanischer Universitäten. Die Carnegie Mellon University wurde von Newsweek 2006 als eine der 25 „New Ivies“ bezeichnet.
Die Universität ist in sieben unabhängige Hochschulen unterteilt, von denen sich insbesondere die School of Computer Science, das Carnegie Institute of Technology und das College of Fine Arts international als Spitzenuniversitäten etabliert haben. Nach Forbes zählen Absolventen der Carnegie Mellon University zu den bestbezahlten in den USA.
Der Campus liegt acht Kilometer von der Innenstadt von Pittsburgh entfernt im Stadtteil Oakland.

## Geschichte
Das Kapital, mit dem 1900 in Pittsburgh die Carnegie Technical Schools gegründet wurden, stammte vom Industriellen und Philanthropen Andrew Carnegie. Carnegie wollte eine Berufsschule für die Söhne und Töchter der Pittsburgher Arbeiter eröffnen. 1912 wurde der Name in Carnegie Institute of Technology geändert. 1967 schloss man sich mit dem Mellon Institute zusammen und wurde zur Carnegie Mellon University.

## Organisation
Die Universität besteht heute aus folgenden Zweiginstituten:
- Carnegie Mellon School of Computer Science
- Carnegie Institute of Technology
- Carnegie Mellon College of Fine Arts
- Carnegie Mellon College of Humanities and Social Sciences
- Mellon College of Science
- David A. Tepper School of Business
- H. John Heinz III School of Public Policy and Management

Die Universität hat drei Zweigstellen im Silicon Valley, in Katar und in Adelaide.
Die Universität beherbergt Forschungszentren, zum Beispiel das Software Engineering Institute.
Die School of Computer Science enthält ein Machine Learning Department (früher bekannt unter dem Namen Center for Automated Learning and Discovery).

## Forschung
Am Information Technology Center ist das Clusterdateisystem AFS (Andrew Filesystem, nach dem Gründer der Universität benannt) entstanden. Das Tartan Team des Robotics Instituts gewann die DARPA Urban Challenge 2007. Die Universität ist zudem Gründungsmitglied der ersten globalen Blockchain für die Wissenschaft bloxberg.

## Zahlen zu den Studierenden, den Dozenten und zum Vermögen
Im Herbst 2021 waren 15.057 Studierende an der CMU eingeschrieben. Davon strebten 6.932 (46,0 %) ihren ersten Studienabschluss an, sie waren also undergraduates. Von diesen waren 50 % weiblich und 50 % männlich; 34 % bezeichneten sich als asiatisch, 4 % als schwarz/afroamerikanisch, 10 % als Hispanic/Latino, 23 % als weiß und weitere 18 % kamen aus dem Ausland. 8.125 (54,0 %) arbeiteten auf einen weiteren Abschluss hin, sie waren graduates. Es lehrten 1.739 Dozenten an der Universität, davon 1.309 in Vollzeit und 430 in Teilzeit.
Im Jahr 2004 hatte die Universität 5.200 undergraduates, 3.200 graduates, 1.048 Vollzeitdozenten und 206 Teilzeitkräfte. Die Studentenschaft setzt sich aus Studenten aus den ganzen USA sowie 93 weiteren Ländern zusammen. Die Studiengebühren lagen für das akademische Jahr 2012/2013 bei über 46.000 US-Dollar. Nach einer Studie der Prüfungskommission College Board lag die CMU im Jahr 2008 auf Platz 11 der teuersten Universitäten der USA, höher noch als alle Hochschulen der Ivy League.
Der Wert des Stiftungsvermögens der Universität lag 2021 bei 3,967 Mrd. US-Dollar und damit 48,5 % höher als im Jahr 2020, in dem es 2,671 Mrd. US-Dollar betragen hatte.

## Sport
Die Sportteams sind die Tartans. Die Hochschule ist Mitglied der University Athletic Association.

## Persönlichkeiten
Anfang 2022 zählte die Universität 124.658 lebende Personen zu ihren Ehemaligen (Alumni), 2013 waren es mehr als 86.500 gewesen. Darunter waren Charles Erwin Wilson, ehemaliger CEO von General Motors und Verteidigungsminister der USA, der Hedgefondsmanager David Tepper und der Urvater der Programmiersprache Java, James Gosling.
Unter den Absolventen sind 18 Nobelpreisträger, 12 Turing-Award-Gewinner, acht Oscar-Preisträger, 97 Emmy-Preisträger, und 30 Tony-Award-Gewinner.

### Professoren
- Manuel Blum (* 1938), Informatiker und Turing-Preisträger
- Bernd Brügge (* 1951), Informatiker, Ordinarius der Technischen Universität München, Board Member of the Center for Digital Technology and Management (CDTM)
- Edmund M. Clarke (1945–2020), Informatiker und Turing-Preisträger
- Lorrie Cranor (* 1971), Informatikerin
- Clinton Davisson (1881–1958), Physiker und Nobelpreisträger
- Scott E. Fahlman (* 1948), Erfinder der Emoticon
- Richard Florida (* 1957), Autor von The Rise Of The Creative Class (2002); lehrte von 1987 bis 2005 an der CMU
- Robert Floyd (1936–2001), Turingpreisträger
- Irene Fonseca (* 1956), Mathematikerin und Hochschullehrerin
- Robert S. Kaplan (* 1940), Mitbegründer des Balanced-Scorecard-Konzepts
- Sara Kiesler (* 1940), Psychologin und Informatikerin
- Walter Kohn (1923–2016), Nobelpreisträger
- Finn E. Kydland (* 1943), Ökonom und Nobelpreisträger
- Robert E. Lucas (1937–2023), Ökonom und Nobelpreisträger
- Robert Lepper, Bildhauer
- Krzysztof Matyjaszewski (* 1950), Polymerchemiker
- Merton H. Miller (1923–2000), Ökonom und Nobelpreisträger
- Tom M. Mitchell (* 1951), Informatiker, Gründer des Machine Learning Departments
- Franco Modigliani (1918–2003), Ökonom und Nobelpreisträger
- Allen Newell (1927–1992), Informatiker/Mathematiker, Turing-Preisträger
- Randy Pausch (1960–2008), Informatiker
- Philip Pearlstein (1924–2022), Maler
- John Anthony Pople (1925–2004), Mathematiker und Chemie-Nobelpreisträger (1998)
- Edward C. Prescott (1940–2022), Ökonom und Nobelpreisträger
- Raj Reddy (* 1937), Informatiker und Turing-Preisträger
- Otto Stern (1888–1969), Physiker und Nobelpreisträger
- Dana Scott (* 1932), Mathematiker, Informatiker, Philosoph und Turing-Preisträger
- Herbert A. Simon (1916–2001), Sozialwissenschaftler, Nobelpreisträger und Turing-Preisträger
- Ivan Sutherland (* 1938), Informatiker und Turing-Preisträger

### Studenten
- Paul Allaire, CEO von Xerox
- René Auberjonois (1940–2019), Schauspieler
- Andreas von Bechtolsheim (* 1955), Mitgründer von Sun Microsystems
- Sara C. Bisel (1932–1996), Archäologin
- Steven Bochco (1943–2018), Autor und Produzent von Fernsehserien
- Mel Bochner (1940–2025), Konzeptualist
- Matt Bomer (* 1977), Schauspieler
- Jonathan Borofsky (* 1942), Bildhauer
- Cornelia Brierly (1913–2012), Architektin
- Gretchen Corbett (* 1945), Schauspielerin
- James Cromwell (* 1940), Schauspieler
- Ted Danson (* 1947), Schauspieler
- Jean-Pierre Danthine (* 1950), Ökonom
- Iris Dart, Autorin
- Edward Feigenbaum (* 1936), Turingpreisträger (Informatik), Vater der Expertensysteme
- Charles Geschke (1939–2021), Mitgründer von Adobe Inc.
- James Gillogly (* 1946), Informatiker und Kryptoanalytiker
- Shafrira Goldwasser (* 1958), Informatikerin
- James Gosling (* 1955), Erfinder der Programmiersprache Java
- Charles Haid, Schauspieler und Regisseur
- John Lewis Hall (* 1934), Nobelpreisträger (Physik)
- Ian Harding (* 1986), Schauspieler
- Charles A. Holt (* 1948), Ökonom
- Holly Hunter (* 1958), Schauspielerin und Oscar-Gewinnerin
- Joe Kennedy, Jr. (1923–2004), Jazzmusiker und Hochschullehrer
- Vinod Khosla (* 1955), Mitgründer von Sun Microsystems
- Jack Klugman (1922–2012), Schauspieler
- Mirella Lapata (* 20. Jahrhundert), Informatikerin und Hochschullehrerin
- Judith Light (* 1949), Schauspielerin und Gewinnerin eines Emmy-Awards
- John Forbes Nash Jr. (1928–2015), Nobelpreisträger (Wirtschaftswissenschaften) 1994, Abelpreis (Mathematik) 2015
- Andreas Nick (* 1967), Mitglied des Deutschen Bundestages für die CDU
- Mark Nosbend, Informatiker
- John Ousterhout (* 1954), Erfinder der Skriptsprache Tcl
- Coté de Pablo (* 1979), Schauspielerin
- George Peppard (1928–1994), Schauspieler
- Richard Rappaport (* 1944), Maler
- Carl Benton Reid (1893–1973), Schauspieler
- Judith Resnik (1949–1986), Astronautin, die beim Absturz des Space Shuttles Challenger ums Leben kam
- George A. Romero (1940–2017), Regisseur
- Laura San Giacomo (* 1962), Schauspielerin
- Stephen Schwartz (* 1948), Musical-Autor und Komponist
- Blair Underwood (* 1964), Schauspieler
- Andy Warhol (1928–1987), Maler und Hauptfigur der Pop-Art-Bewegung
- Zachary Quinto (* 1977), Schauspieler